# Рок на Сході
«Рок на Сході» (англ. Rock the Kasbah, дослівно укр. Похитни Казбу) — американська музична кінокомедія режисера Баррі Левінсона, що вийшла 2015 року. У головних ролях Білл Мюррей, Брюс Вілліс, Кейт Гадсон, Зоуї Дешанель.
Вперше у США фільм мають продемонструвати 23 жовтня 2015 року. В український кінопрокат спочатку було оголошено про вихід фільму 22 жовтня 2015 року, проте згодом було перенесено на 5 листопада 2015 року.

## Синопсис
Немолодий музичний продюсер Річі Ланц переживає не найкращі часи. Він змушений займатися виманюванням грошей у безталанних каліфорнійських дамочок, а його єдина клієнтка Ронні без жодного успіху виконує в барах кавер-версії різних хітів. Тому коли Річі пропонують вирушити з підопічною до Афганістану, щоб виступити із серією концертів перед американськими військовослужбовцями, він не може прогаяти цей шанс. Однак після прибуття в Кабул все йде не так, як замислювалося. Ронні втікає з грошима та паспортом продюсера, залишивши того у вкрай важкій ситуації. Щоб роздобути гроші, Річі приймає пропозицію контрабандистів і береться доставити до віддаленого пуштунського села кілька ящиків зі зброєю. Тут він зустрічає місцеву дівчину, яка виявляється вкрай талановитою співачкою, і вирішує, що має, попри всі труднощі, зробити з неї зірку.
Фільм закінчується посвятою Сетарі Хусаїнзада (Setara Hussainzada), яка брала участь у телешоу «Афганська зірка» (Afghan Star) у 2007 році. Під час прощального виступу на телешоу вона танцювала без хіджабу, що спричинило гнів консервативної частини мусульман, Сетарі погрожували смертю.

## У ролях
| Актор          | Роль                         |
| -------------- | ---------------------------- |
| Білл Мюррей    | Річі Ланц, музичний менеджер |
| Кейт Гадсон    | Мерсі                        |
| Зоуї Дешанель  | Ронні                        |
| Денні Макбрайд | Нік                          |
| Скотт Каан     | Джейк                        |
| Лім Любані     | Саліма                       |
| Брюс Вілліс    | Бомбей Брайан                |
| Тейлор Кінні   | рядовий Барнс                |
| Ґленн Флешлер  | ворент-офіцер                |

## Творча група
Кінорежисер — Баррі Левінсон, сценаристом був Мітч Ґлейзер, кінопродюсерами — Стів Бінґ, Білл Блок, Мітч Ґлейзер, Джейкоб Печеник і Ітан Сміт, виконавчими продюсерами — Том Фрестон, Браян Ґрейзер, Антон Лессін, Саша Шапіро і Марша Л. Свінтон. Композитор: Марсело Заврос, кінооператор — Шон Боббітт, кіномонтаж: Аарон Янес. Підбір акторів — Салах Бенчеґра й Еллен Ченовет, художник-постановник: Нільс Сейєр, артдиректор: Ребекка Мілтон, Азіз Рафік і Моніка Саллустіо, художник по костюмах — Дебора Лінн Скотт.

## Сприйняття

### Оцінки
Станом на 17 жовтня 2015 року рейтинг очікування фільму на сайті Rotten Tomatoes становив 93% із 8 709 голосів, середня оцінка 3,7/5, на Kino-teatr.ua — 6/10 (1 голос).
Фільм отримав негативні відгуки: Rotten Tomatoes дав оцінку 8 % на основі 85 відгуків від критиків (середня оцінка 3,6/10) і 39 % від глядачів зі середньою оцінкою 2,7/5 (10 457 голосів). Загалом на сайті фільми має негативний рейтинг, фільму зарахований «гнилий помідор» від кінокритиків і «розсипаний попкорн» від глядачів, Internet Movie Database — 5,4/10 (860 голосів), Metacritic — 29/100 (33 відгуки критиків) і 2,2/10 від глядачів (17 голосів). Загалом на цьому ресурсі від критиків і від глядачів фільм отримав негативні відгуки.

### Касові збори
Під час показу у США, що розпочався 23 жовтня 2015 року, протягом першого тижня фільм показали у 2 012 кінотеатрах і він зібрав 1 470 592 $, що на той час дозволило йому зайняти 13 місце серед усіх прем'єр. Станом на 26 листопада 2015 року показ фільму триває 35 днів (5 тижнів) і зібрав за цей час у прокаті у США 3 020 664 долар США (за іншими даними 3 020 665 $), а у решті світу 154 338 $, тобто загалом 3 175 003 доларів США при бюджеті 15 млн доларів США.

## Музика
Музику до фільму «Рок на Сході» написав Марсело Заврос, саундтрек випущений 23 жовтня 2015 року лейблом «Varese Sarabande».
| Список треків | Список треків              | Список треків                              | Список треків |
| #             | Назва                      | Виконавець                                 | Тривалість    |
| ------------- | -------------------------- | ------------------------------------------ | ------------- |
| 1.            | «Pop Star»                 | Кет Стівенс                                |               |
| 2.            | «Welcome to Afghanistan»   | Марсело Заврос                             |               |
| 3.            | «Torch»                    | Isa Machine & LP                           |               |
| 4.            | «Trouble»                  | Leem Lubany                                |               |
| 5.            | «Pashtun Warrior»          | Jalal el Allouli, Youness, і Adil Meriouch |               |
| 6.            | «Jump Into The Fire»       | Гаррі Нілссон                              |               |
| 7.            | «Wild World»               | Leem Lubany                                |               |
| 8.            | «Bitch»                    | Зоуї Дешанел                               |               |
| 9.            | «Knockin on Heaven’s Door» | Боб Ділан                                  |               |
| 10.           | «The 4 Sacred Bonds»       | Марсело Заврос                             |               |
| 11.           | «Peace Train»              | Leem Lubany                                |               |
| 12.           | «Smoke on the Water»       | Білл Мюррей                                |               |

## Виноски
1. 1 2  Rock the Kasbah: Release Info (англ.). Internet Movie Database. Процитовано 17 жовтня 2015.
2. 1 2 3  Рок на Сході. Kino-teatr.ua. Процитовано 23 жовтня 2015.
3. 1 2  Paul Chi (29 серпня 2015). Bill Clinton, McCartney and Springsteen Attend Bill Murray’s ‘Rock the Kasbah’ Screening (англ.). Variety Media, LLC. Процитовано 17 жовтня 2015.
4. 1 2  Rock The Kasbah (англ.). Box Office Mojo. Процитовано 10 січня 2016.
5. 1 2 3 4  Rock the Kasbah (2015) (англ.). The Numbers. Процитовано 10 січня 2016.
6. 1 2  Rock the Kasbah (англ.). Internet Movie Database. Процитовано 10 січня 2016.
7. ↑  Rock the Kasbah (2015) (англ.). AllMovie. Процитовано 17 жовтня 2015.
8. ↑  Дар'я Тарасова (22 жовтня 2015). Кінопрем'єри тижня: Добрий Дракула, жахаючі відеокасети та Білл Мюррей в Афганістані. espreso.tv. Архів оригіналу за 23 жовтня 2015. Процитовано 23 жовтня 2015.
9. ↑  Rock the Kasbah: Full Cast & Crew (англ.). Internet Movie Database. Процитовано 17 жовтня 2015.
10. ↑  Rock the Kasbah (англ.). Rotten Tomatoes. Процитовано 10 січня 2016.
11. ↑  Rock the Kasbah (англ.). Metacritic. Процитовано 10 січня 2016.
12. ↑  filmmusicreporter (16 вересня 2015). ‘Rock the Kasbah’ Soundtrack Details (англ.). Film Music Reporter. Процитовано 17 жовтня 2015.
13. ↑  Rock The Kasbah: Original Motion Picture Soundtrack (англ.). Amazon.com, Inc. Процитовано 17 жовтня 2015.